# Homeopátia
A homeopátia (a görög ὅμοιος, homoiosz = hasonló és πάθος, pathosz = szenvedés, kór szavak összetételéből) áltudományos alternatív gyógymódokból álló rendszer. Samuel Hahnemann dolgozta ki 1796-tól kezdődően, aki megfigyelései alapján úgy vélte, hogy az az anyag, amely bizonyos betegség tüneteit okozza egészséges emberekben, képes meggyógyítani az adott betegségben szenvedő embereket is, ha nagy mértékű hígításban alkalmazzák. Ez alapján dolgozta ki a „hasonló a hasonlót gyógyítja” elméletet, és alkotta meg a homeopátia szót.
A homeopatikus kezelés olyan úgynevezett „potenciált” szerekkel történik, amelyek egészséges emberben a betegséghez hasonló tüneteket váltanak ki. A potenciálás szakaszos hígítást, és az egyes hígítások közötti dörzsölést, rázást, áramoltatást jelent. A homeopátia tanai szerint ezzel megszüntethetők a szer esetleges mérgező hatásai, míg a vivőanyag (többnyire víz, alkohol vagy cukor) átveszi a szer bizonyos tulajdonságait. A végtermék gyakran annyira híg, hogy vegyileg megkülönböztethetetlen a tiszta vivőanyagtól.
A homeopátia a 19. században népszerű lett, nagy részben azért, mert alternatívát kínált a korabeli orvoslás gyakran fájdalmas, megalázó vagy hatástalan gyógyeljárásaival szemben. A 20. század során a racionális orvoslás látványos eredményeinek köszönhetően háttérbe szorult, de a század vége óta sok más régi gyógymóddal együtt újra divatba jött, reneszánszát éli. Napjainkban Magyarországon és Európában sokan használják, sőt egyes nyugat-európai egészségbiztosítók finanszírozzák is az ilyen kezeléseket, és az állatgyógyászatban is elterjedt.
A homeopátia áltudomány, mivel az annak hatását magyarázó alapelvek a fizika és a kémia ismert törvényeivel, vizsgálati módszereivel nem egyeztethetők össze, és soha nem jelent meg egyetlen valódi, elfogadhatónak ítélt bizonyíték sem, ami igazolná a homeopátiás gyógymódok hatékonyságát. A homeopátia placebohatáson túli hatásosságát tudományos és klinikai vizsgálatok nem támasztják alá. A homeopátiás készítmények gyakran oly mértékig vannak hígítva, hogy az eredeti oldatból csak csekély valószínűséggel kerül akár egyetlen molekula is a végtermékbe, így az ezen szerekkel végzett kezelés farmakológiai hatása valószínűtlen. Azt állítani, hogy egy gyógyszer annál hatásosabb, minél nagyobb hígításban használják, sőt még akkor is hatásos, ha nem tartalmaz hatóanyagot, nem egyeztethető össze a tudományos világképpel.
2020. július 1-jétől Magyarországon terápiás javallattal csak akkor forgalmazható homeopátiás szer, ha klinikai vizsgálatokkal tudják igazolni az állításokat. 2020 júliusában nem volt forgalomban olyan homeopátiás szer az országban, melynek hatékonyságát ilyen vizsgálatokkal alátámasztották volna, vagyis a forgalomban maradt szerek csak javallat nélkül kaphatók, amik esetében a hatásosságát nem kell bizonyítani.

## Története

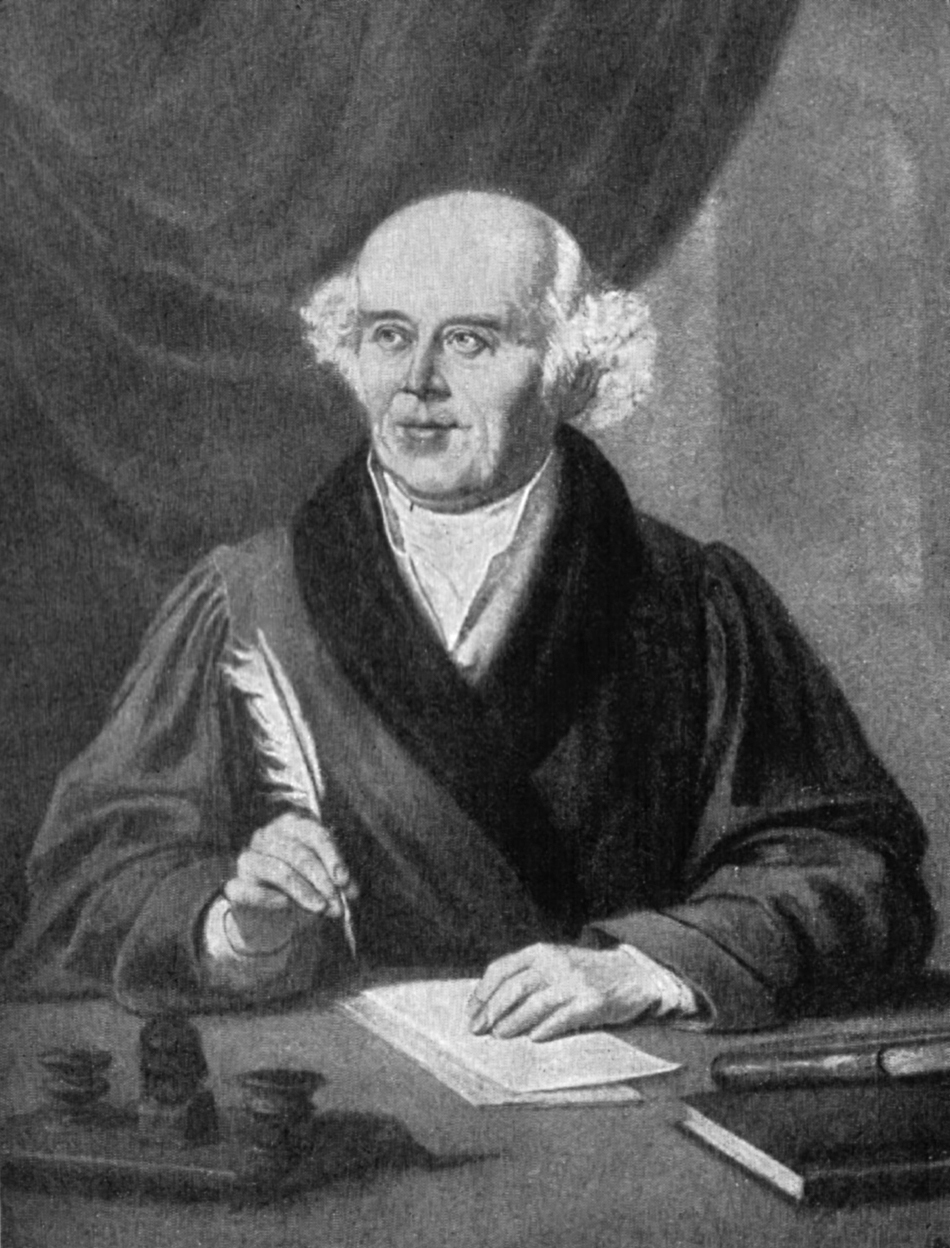
Samuel Hahnemann

A homeopátiát Samuel Hahnemann (1755–1843) német orvos, kémikus alkotta meg az 1790-es években. Hahnemann az akkoriban a malária gyógyítására sikerrel alkalmazott kininnel kísérletezés során úgy tapasztalta, hogy egészséges embereken a szer ugyanazokat a tüneteket produkálja, mint a betegség maga. Emiatt úgy vélte, hogy „hasonló hasonlót gyógyít”, ami a mai napig a homeopátia első és legfontosabb elve maradt. Hahnemann feltételezte, hogy paradox módon, minél kevesebb a hatóanyag a szerben, annál erőteljesebb a hatása. Ezért sokszorosan hígította a hatóanyagokat. Később úgy gondolta, hogy szereinek hatékonysága nőtt, miután lovaskocsin szállította őket, ezért a „potenciálásnak” nevezett eljárásba bevette a készítmény mechanikai rezgetését, rázását-ütögetését is.
Hahnemann eredményeit először 1796-ban publikálta A kísérletes orvosságok gyógyerejének új alapokon való meghatározása, ezek néhány előzménye címen a Hufelands Journalban. Később a homeopátiára vonatkozó összefoglaló művét az Organon der rationellen Heilkunde címmel jelentette meg 1810 és 1842 között hat alkalommal. Másik fontos műve a Reine Arzneimittellehre (1811).
A homeopátia gyorsan elterjedt Hahnemann határozott fellépésének, a folyóiratoknak és a korabeli, ma már nem alkalmazott gyógymódok brutalitásával szembeni érzelmi ellenállásnak köszönhetően. Az akkoriban szokásos gyógymódok: érvágás, hashajtás, hánytatás, izzasztás, köpölyözés, beöntés, különféle szerek hatalmas adagokban történő alkalmazása mellett – amelyek a betegségek lefolyásának helyes megfigyelését is lehetetlenné tették – a homeopátia humánus, bár hasonlóképpen bizonyítatlan hatású gyógymódnak számított.
Az extrém kis mennyiségek használata miatt különösen sokat kritizálták a homeopatákat. Alapvető különbség volt a korabeli akadémikus orvosláshoz képest az is, hogy a homeopátiás szemléletben a szervezet öngyógyító képességét igyekeztek serkenteni. Hahnemann idejében kb. 200 szer állt a homeopata rendelkezésére, mára több mint 4000 létezik.
A homeopátia elveit is alkalmazva fejlődött ki Németországban többek között az antropozófus orvoslás. Az íriszdiagnosztika felfedezője, Péczely Ignác pályafutása is laikus homeopataként indult, de később más utakra tért. A korai időszakban a laikus homeopaták jelentős része kapcsolatba került más áltudományos módszerekkel is; a modern korban ez csak egyes laikus homeopatákra jellemző.
A 21. században több metaanalízis kimutatta, hogy a homeopátia terápiás állításai nem nyertek tudományos bizonyítást. Így nemzeti és nemzetközi szervezetek is javasolták a homeopátia kormányzati támogatásának megszüntetését: Ausztrália, az Egyesült Királyság, Svájc és Franciaország, valamint az Európai Akadémiák Tudományos Tanácsadó Testülete és az Orosz Tudományos Akadémia is kimutatták, hogy a homeopátia hatástalan, és a további támogatás ellen foglaltak állást. Az Angliai Nemzeti Egészségügyi Szolgálat nem biztosít támogatást a homeopátiás készítményekre, és az Egészségügyi Minisztériumnak javasolta azok tiltott vényköteles szerek listájához adását. Franciaország 2021-ben szüntette meg a támogatást, és Spanyolország is bejelentette, hogy kitiltja a homeopátiát és más álterápiákat az egészségügyi központokból.

### Magyarországon

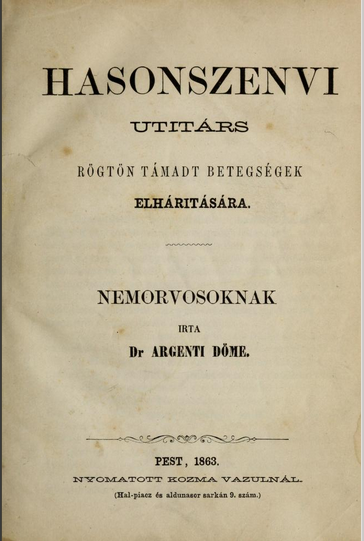
Argenti Döme könyvének címlapja

Magyarországon az 1820-as évekre vált ismertté a homeopátia. Nevét hasonszenvészetnek magyarították, vagy szelíd gyógymódnak nevezték. Ekkor egyre több orvos tért át erre az új módszerre. Az első homeopata nemzedék tekintélyes tagja volt Bakody József, Forgó György (Pest vármegye főorvosa), Attomyr József, Almási Balogh Pál (Széchenyi István és Kossuth Lajos háziorvosa, barátja). Ehhez az első generációhoz tartozott, de a homeopátiával csak később, az 1830-as években ismerkedett meg Kovách Pál (győri orvos, ismert drámaíró), Argenti Döme váci orvos, Moskowitz Mór (az egyik legelső zsidó származású polgár, aki az uralkodótól nemesi címet kapott), vezekényi Horner István (a gyöngyösi kórház alapítója), Ivanovich András, Hausmann Ferenc. A 19. század első évtizedeiben még lehetőségük nyílt személyesen is találkozni Hahnemann-nal. Attomyr Józsefről, Kovách Pálról, Moskowitz Mórról és Almási Balogh Pálról biztosan tudjuk, hogy Hahnemann személyes hatására váltak elkötelezett homeopatákká.
1819-ben – az orvosi és gyógyszerészi intézmények tiltakozásának hatására – császári rendelettel tiltották be a homeopátiát a Habsburg Birodalom területén, de a tiltást nem tartották be szigorúan. 1837-ben a tiltó rendeletet vissza is vonták.
Az 1820–30-as években a nagyvárosokban több magánalapítású homeopátiás egészségügyi intézmény nyílt. Az első közülük, a nagyváradi homeopátiás lelkibeteg-gondozó, az 1820-as évek elejétől működött Sztaroveszky doktor vezetésével. 1833-ban Kőszegen, majd 1838-ban Gyöngyösön is homeopátiás kórház nyílt. Ez utóbbi 1872-re százhúsz fekvőbeteget tudott ellátni – ez volt a mai gyöngyösi városi kórház jogelődje. Ötvenhárom éven keresztül homeopátiás gyógyítás folyt az intézményben.
Az 1831-es országos kolerajárvány idején a homeopaták állítása szerint jó eredményeket értek el a gyógyításban. 1830-ban megjelent Hahnemann Organon című műve negyedik kiadásának magyar fordítása (Bugát Pál és Horváth József orvosok munkája).
Az 1860–1870-es években Magyarországot a homeopátia fellegvárának tartották. 1865. december 28-án tizenöt orvos megalakította a Magyar Hasonszenvi Orvosegyletet a Tudományos Akadémia egyik termében. Elnöke Almási Balogh Pál, alelnöke Argenti Döme, első titkára Szontagh Ábrahám lett. Rendes tagjai közé csak orvosi diplomával rendelkező homeopatákat vettek fel.
1866-ban megnyílt az első hasonszenvi kórház Pesten: a Bethesda (a könyörületesség hajléka), amelyet a pesti német református gyülekezet tartott fenn. Egyik létrehozója és főorvosa Bakody Tivadar volt, az ápolónői feladatokat német diakonisszák látták el. Ez az intézmény volt a mai Bethesda Gyermekkórház jogelődje.
Az egylet egyik fontos célkitűzése – ingyenes járóbeteg-rendelő létesítése Pesten – 1867-ben valósult meg Szontagh Ábrahám és Wurda Sándor vezetésével Terézvárosban, a Kiskereszt (más néven Kismező) utcában. 1870-ben megnyílt a második magánalapítású homeopátiás kórház Pesten, a ferencvárosi Fő (később Knézich) utca 15. sz. alatt: az Elisabethinum. A kórház fővédnökségét Erzsébet királyné vállalta, róla kapta a nevét az intézmény. Az ápolónői feladatokat irgalmasrendi apácák látták el.
1871-ben megalakult a pesti egyetem orvosi karán az első, majd 1873-ban a második homeopátiás tanszék (az országgyűlés többségi támogatásával, de az orvosi fakultás ellenvetésével). Az egyik tanszék – Hausmann Ferenc vezetésével – a tudományos kutatásokra szakosodott, Hausmann halála után, 1876-ban megszűnt. A másik tanszéknek, amelyet Bakody Tivadar vezetett, a homeopátiás terápia gyakorlata volt a profilja. A két tanszék összesen harminchárom éven keresztül állt fenn. Ezekben az évtizedekben a fővárosban több homeopátiás szereket is forgalmazó bolt működött.
1874-ben a főváros közkórházában, a Szent Rókus Kórházban megnyílt egy hasonszenvi osztály, négy kórteremmel, hetven ággyal. Az osztályos főorvos Bakody Tivadar lett. (Ez az osztály 1885-ben átkerült az újonnan létrehozott Új Kórházba, amely később a Szent István Kórház nevet kapta.)
Az emberek érdeklődése a homeopátiás gyógymód iránt a 19. század végére csökkent, amikor az akadémikus orvoslás több, látványos tudományos eredményt hozott, a homeopátia terén viszont nem következett be nagy előrelépés. A fentebb ismertetett egészségügyi intézményekben nagyrészt megszűnt a homeopátiás gyógyítás, egyre kevesebb homeopata orvos praktizált, a laikus homeopaták száma is lecsökkent. A homeopátia ügyét Schimert Gusztáv (1877–1955) élesztette újjá, aki 1918-tól 1944-ig az Elisabethinum (későbbi nevén Szövetkezetek Erzsébet Kórháza) homeopátiás osztályát vezette, emellett kiterjedt magánpraxist folytatott. Orvosi működésébe orvosfiait is bevonta (közülük a legismertebb Szentágothai János professzor volt). 1935-ben a Nemzetközi Homeopátiás Orvosi Liga Budapesten tartotta 10. Kongresszusát. Az eseménynek a Gellért Szálló és a Lloyd-palota adott otthont. A kongresszusra huszonkét országból közel százötven homeopata érkezett.
1948-tól, illetve 1950-től a homeopátiát (más alternatív gyógymódokkal együtt) „kapitalista”, nemkívánatos gyógymóddá nyilvánították. A patikák államosításakor a homeopátiás szereket is be kellett szolgáltatni, így e módszer gyakorlása lehetetlenné vált.
Az Egészségügyi Tudományos Tanács 1991-es, „nem bizonyított gyógyhatású, gyógyszerként el nem fogadott szerekről” szóló állásfoglalásában „a leghatározottabban ellenzi azoknak a gyógyhatásúnak vélt és hirdetett szereknek az orvosi, gyógyszer helyetti alkalmazását, melyeknek a kedvező hatása még nem bizonyított, melyek a jelenleg, nemzetközileg és hazánkban is érvényes rendelkezéseknek megfelelő vizsgálati procedúrán nem jutottak át, s azokat illetékesek nem minősítették”. A Magyar Tudományos Akadémia Orvosi Tudományok Osztályának a komplementer medicináról kialakított állásfoglalása a homeopátiát a filozófiai alapokon nyugvó eljárások közé sorolta be. Miután a homeopátia gyakorlása hivatalosan is újra lehetségessé vált, 1991-ben megalakult a Magyar Homeopata Orvosi Egyesület.
Magyarországon 1997-ben a természetgyógyászati tevékenység gyakorlásának egyes kérdéseit rendeletben szabályozták, amibe a homeopátiát is belefoglalták.

### Vörösmarty és a homeopátia
Vörösmarty Mihály a természetes gyógymódok, így a homeopátia lelkes híve is volt. Homeopata orvosa volt nemcsak neki, de a kor nagyjai közül Deák Ferencnek, Kossuth Lajosnak, Madách Imrének is. Egymás között is gyakran leveleztek a homeopátiás gyógymódokról. Vörösmarty saját házipatikát tartott fenn homeopátiás készítményekből, melyből ismerőseinek is szívesen adott.
Vörösmarty révén jelenhetett meg Magyarországon az első homeopátiával foglalkozó tudományos publikáció, az általa szerkesztett Tudományos Gyűjteményben, amely a korabeli Magyarország legszínvonalasabb tudományos folyóirata volt. A homeopátia atyját, Samuel Hahnemannt halálakor epigrammában ünnepelte:
          Hahnemann

          1

 Eddig anyag harcolt anyag ellen a bús beteg ágyán,

     S durva csatájok közt kín vala élni tovább.

De te jövél, s a parányokból felidézted az alvó

     Szellemeket, s küldéd mesteri bűvöd alatt.

S újra szelíd nemtők kísérik az emberiséget,

     És a halál retteg gyötreni áldozatit.

          2

Meghaltál, hogy kötve ne légy egy testhez örökké:

     S lelked az ős elemek gyógyerejébe vegyűlt.

          (1843 vagy 1844)
Élete alkonyán, ahogy egészsége tartósan megromlott, Vörösmarty a hivatalos, akadémikus orvoslás segítségét vette igénybe.

## Önmeghatározása
A homeopátia alapelveit Samuel Hahnemann az 1810-es Organon der rationellen Heilkunde illetve az 1811-ben kiadott Reine Arzneimittellehre című műveiben fektette le. Ezekben a betegség fogalmát a nem materiális, hanem szellemi természetűnek tekintett életerő „lehangolódásaként” írja le. Szerinte a betegség benső lényege számunkra megfoghatatlan, tehát gyógyításának a tünetek megszüntetésére kell szorítkoznia. A gyógyulást nem az életerő idézi elő, hanem az eredeti betegséghez hasonló, de annál erőteljesebb bántalom, affekció. Ezt mesterségesen is elő lehet idézni homeopatikus eljárással, homeopatikus szerekkel.
A homeopátiás szerek előállításának, alkalmazásának alapelvei:
1. A hasonlósági szabály („similia similibus curentur”). Egy betegség gyógyítására olyan szer használható, amely egészséges emberben az adott betegségre jellemző tüneteket váltja ki.
2. A gyógyszervizsgálat elve. A különböző eredetű szerek nemtoxikus dózisa által okozott testi-lelki-szellemi változások összessége alkotja a gyógyszerképet. Ebből és egyéb megfigyelésekből, elemzésekből jön létre a tünetjegyzék, a repertórium. Gyógyításkor a páciens részletes kórelőzménye alapján születik meg a betegségkép, amelyhez kiválasztják a neki megfelelő gyógyszerképet.
3. A minimális dózis elve. A homeopátiás készítmény előállításának döntő lépése a potenciálás (dinamizáció), amely hígítással és rázással történik. Minél hígabb az oldat, annál nagyobb a szer hatása, ugyanakkor megszűnnek a mellékhatások.[3]

Samuel Hahnemann alaptételei nyomán a homeopaták a homeopátiát önmagában vagy kiegészítő eljárásként alkalmazva a szervezet „áthangolásával, harmonizálásával” kezelik a betegségeket. Ennek a folyamatnak gyakran része a kezelés alatti figyelmes és elfogadó hozzáállás is. A homeopátiás szer feladata az öngyógyító folyamatok beindítása, segítése.
A homeopátia az idők folyamán sokat változott. Főbb ágai a klasszikus, a klinikai és a komplex homeopátia. A homeopaták egy része hagyományos orvosi képzettséggel is rendelkezik. Egyes szakterületeken homeopátiában nem képzett orvosok, illetve képzett egészségügyi dolgozók is használnak homeopátiás készítményeket (pl. szülészet, sportorvoslás.)

## A homeopátiás szerek elkészítése

### Kiinduló anyagok
A homeopátiás készítmények kiinduló anyagaként ásványi, növényi, állati, emberi eredetű, vagy szintetikus anyagok oldatait, tinktúráit használják, ezek az őstinktúrák. Az egyértelműség miatt általában latin elnevezésekkel utalnak rájuk, például
- natrum muriaticum (konyhasó)
- opium (ópium)
- Lachesis muta (a néma csörgőkígyó vagy szurukuku mérge)
- thyroidinum (pajzsmirigyhormon)
- arsenicum album (arzén-trioxid).[29]

A modern homeopátia olyan készítményeket is használ, amelyek nem kémiai értelemben vett, mérhető tömeggel rendelkező anyagból indulnak ki, hanem energiából, természetes vagy mesterséges eredetű sugárzásból, mágnességből, ezek összefoglaló neve imponderabilia. Például
- Sol (napfény)
- X-ray (röntgensugárzás)
- Magnetis Polus Australis (mágneses mező)

Az őstinktúra potenciálásához használt hígítószer lehet tisztított víz, vizes oldat, glicerin vagy etanol. A tablettákat úgy állítják elő, hogy a homeopátiás készítményt cukorból, legtöbbször laktózból készült hordozóanyagra cseppentik, majd megvárják, míg a hígítószer teljesen elpárolog.

### Potenciálás
A homeopátiás szerek legsajátosabb jellegzetessége a hígítás. A gyógyszer készítése során az őstinktúrát több alkalommal valamilyen dipólusos molekulájú anyaggal (oldható tinktúrák esetén vízzel vagy alkohollal, oldhatatlan anyag esetén tejcukorral) hígítják, és minden hígítás során erőteljes mechanikai behatásnak vetik alá: rázzák (ütverázás), dörzsölik (trituráció) vagy áramoltatják (fluxiós potenciálás). Ez az eljárás a potenciálás (más néven energetizálás vagy dinamizálás), a homeopátia hagyományai szerint ugyanis minden egyes hígítás és rázás eggyel növeli a szer potenciaértékét. A potenciálást részben kézzel, részben géppel végzik.
A homeopátiás szerek dózisait a potenciálások száma és a hígítás mértéke alapján különböztetik meg:
- D-potenciák (vagy X-potenciák): a hígítások során mindig a tízszeresére hígították a kiinduló anyagot és a hígítások után mindig tízszer összerázták (a D potenciákat egyre ritkábban alkalmazzák).
- C-potenciák (vagy CH-potenciák): az őstinktúrát mindig a százszorosára hígítják és minden egyes hígítási lépésnél tízszer összerázzák.
- LM-potenciák (vagy Q potenciák): a kiindulási anyagot mindig az ötvenezerszeresére hígítják és százszor rázzák. Például az LM4 potencia 50 0004 = 6,25 · 1018 hígításnak felel meg.

### Típusai és elnevezéseik
MonokészítményekEgyetlenegy fajta növényből, állatból vagy ásványból készülnek. Elnevezésük a kiinduló anyag latin neve, mellette egy betű és egy szám, amely a potencia fajtáját és nagyságát jelzi. Például „Solidago C6” azt jelenti, hogy az aranyvesszőből készült őstinktúrát hatszor hígították fel a százszorosára, és mind a hatszor erőteljes rázásoknak vetették alá.
Komplex készítményekTöbbfajta (olykor 10-12 féle) komponensből állhatnak, amelyek egyaránt lehetnek növényi, állati és/vagy ásványi eredetűek. Elnevezésük gyári fantázianév, mellette nincsen betű és szám. (Az összetevők különböző mértékű hígításának lehetősége miatt.)

## A szer kiválasztása
A homeopata nagy hangsúlyt helyez az anamnézisre: számba veszi a beteg múltját, öröklött betegségeit, szokásait, életkörülményeit, érzéseit és tüneteit. Esetleg a hagyományos orvosi módszerekkel is megvizsgálja betegét. Az így nyert információkból a legjellemzőbbeket kiválasztva meghatározza a betegségképet, majd ezt összeveti a gyógyszerképpel (azokkal a tünetekkel, amiket a szer kiindulási anyagának szedése egy egészséges emberen okoz), hogy megtalálja az arra az emberre leginkább jellemző homeopátiás szert.

### Potencia megválasztása
- Alacsony potenciát (D6-D15 vagy C6-C12) akkor alkalmazzák ha főleg testi tüneteken szeretnének segíteni.
- Közepes potenciát (D30, C15, C30) akkor alkalmazzák, ha a probléma egyforma súllyal van jelen a testi, illetve a lelki síkon.
- Magas potencia (D200, C200 és magasabb) lelki tünetek esetén adható, illetve elsősegély esetén.[32]
- LM-potencia olyan esetben írható fel, ha a beteg életereje kicsi (például nagyon idős vagy súlyos beteg), ha sok allopátiás (egyéb) szert szed, vagy ha kapott egy magasabb potenciájú szert, és valami miatt folyamatos adagolásra van szükség.

A C12-es rövidítésű (alacsony, gyenge) hígítási arány fölötti, tehát C15, CH15, C30, CH30, C200, CH200, C1000, CH1000, 1M, C10000, CH10000, 10M, LM jelzésű szerek mindegyike nagy valószínűséggel már csakis hígítóanyagot tartalmaz, ennek ellenére a homeopaták mindenkit intenek, hogy magas potenciájú szert kizárólag szakember javasolhat.

### Adagolás

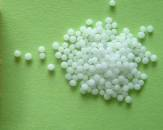
Homeopátiás cukorgolyók

Általában alkalmanként 1-5 golyó elszopogatását javasolják, de vannak olyan homeopaták (például az indiai Farokh J. Master), akik egy golyót feloldanak vízben, és alkalmanként összesen egy kortyot adnak a betegnek. Általában fontosnak tartják, hogy a szer tisztasága érdekében csupasz kézzel ne legyenek érintve a golyók, illetve hogy – mivel a homeopaták véleménye szerint a hatóanyag a nyálkahártyán keresztül szívódik fel – ne egészben nyeljék le.
Mivel a homeopátiás szer állítólag információt tartalmaz, az információ (szerbevétel) ismétlése sokkal fontosabb az egy alkalommal adagolt szer mennyiségénél. Ismétlést általában az alábbiak szerint ajánlanak:
- D6 potenciát napi 4-8 alkalommal
- D12 és a C6 potenciát napi 3-6 alkalommal
- D15 és a C9 potenciát napi 1-4 alkalommal
- D30 és a C15 potenciát napi 1-2 alkalommal, vagy akár kétnaponta egyszer
- C30 potenciát heti 1-7 alkalommal (akár havonta is)
- D200 és a C200 potenciát 35 napnál nem gyakrabban (akár évente)
- C200-nál magasabb potenciák adagolásánál rendszerint a két adag közötti kivárás több mint egy hónap
- az LM potenciát folyamatosan adagolják, gyakran a dózis lassú, enyhe emelésével. Ilyen adagolást azonban csak szakértő felügyelete mellett szabad végezni.

Az adagolás a beteg egyéni érzékenységétől függ. Helytelen adagolás esetén a homeopaták szerint tünetrosszabbodás fordulhat elő. A homeopatának ezt meg kell tudni különböztetni a szervizsgálati tünetektől. Elméletük szerint ugyanis a helytelen szerválasztás esetén a beteg új, a szerre jellemző tüneteket mutathat, de az is lehet, hogy a szer helyes de a Hering-szabály szerint változnak a tünetek, vagyis a betegség felülről lefelé, belülről kifelé és időben visszafelé távozik, így pl. megjelenhetnek bőrtünetek, vagy régi, akár gyermekkori tünetek is.

## Kritikák

### Az EASAC állásfoglalása
Az Európai Akadémiák Tudományos Tanácsadó Testületének (EASAC) egy munkacsoportja 2017. szeptember 20-án állásfoglalást adott ki a homeopátiás termékek hatékonyságával és biztonságosságával kapcsolatban. Az EASAC az Európai Unió tagállamainak, valamint Norvégia és Svájc nemzeti tudományos akadémiái által létrehozott együttműködés, amely szakértői véleményekkel segíti az európai szintű döntéshozatalt, s egyben az európai tudomány közös szószólójaként lép fel. A szervezetnek a Magyar Tudományos Akadémia is tagja. Az állásfoglalás szerint
Nincs meggyőző és reprodukálható bizonyíték arra nézve, hogy a homeopátiás készítmények bármilyen ismert betegséggel szemben hatékonyak volnának, még ha placebohatásuk olykor lehet is.
A testület arra is felhívja a figyelmet, hogy a homeopátia kártékony is lehet azáltal, hogy a betegeket eltántorítja a racionális, bizonyítékokon alapuló orvosi kezeléstől.
A homeopátia hatásosságával kapcsolatos kételyek egyik csoportja abból indul ki, hogy a homeopátiás orvosságok többségének készítése során olyan nagy arányú hígítást alkalmaznak, hogy az eredeti hatóanyag csak nyomokban lesz kimutatható, sőt ha a hígítás meghaladja az Avogadro-szám nagyságrendjét (pl. C12-es potenciától felfelé), akkor valószínűtlenné válik, hogy az eredeti hatóanyag akár csak egyetlen részecskéje előforduljon a készítmény egy adott adagjában.
A homeopátia hívei ezzel szemben azt állítják, hogy a potenciálás során az eredeti hatóanyagnak valamiféle lenyomata, emléke marad meg a hordozóanyagban. Ezt az elméletet az EASAC munkacsoportja részletes vizsgálatnak vetette alá, és arra a következtetésre jutott, hogy például a vízben oldott anyagok hatása az oldószerükre térben igen korlátozott, nanométeres nagyságrendű, időbeli hatásuk sem mutat túl a nanoszekundumos vagy annál rövidebb skálán. Általánosságban véve a homeopátia érvei nem egyeztethetők össze azzal a hatalmas gyógyszertani ismeretanyaggal, amely szerint a hatás mértéke arányban áll a hatóanyag dózisával, ami a gyógyszer és fogadómolekulája közötti kölcsönhatás kinetikájából következik.
A kételyek másik csoportja a homeopátia hatásosságát alátámasztani hivatott klinikai vizsgálatok kritikus újraértékeléséből ered. Kiterjedt, 110 homeopátiás és ugyanennyi konvencionális klinikai vizsgálatot felölelő, részletes irodalmi elemzés nyomán azt állapították meg, hogy a homeopátia klinikumban tapasztalt hatását kielégítően magyarázza a placeboeffektus, vagyis a kezelésben való részvétel tudatának pszichés befolyása.
A fenti eredményekre is alapozva az EASAC 2017-es jelentésében azt javasolja, hogy a homeopatikus szereket ugyanazon tudományos szempontok szerint értékeljék, mint a hagyományos gyógyszereket, és amíg ez egy adott készítmény esetén nem valósul meg, addig a egészségügyi rendszerek ne adjanak támogatást a homeopátiás szerek vásárlásakor. Mindemellett javasolják, hogy az állam kötelezze a homeopátiás szerek gyártóit a termékeik pontos hatóanyag-tartalmának közlésére, valamint hogy reklámjaikban a szerek hatékonyságáról csak tudományosan alátámasztott tényeket közölhessenek.

### Egyéb megfontolások
A homeopátiában használt alapanyagok, illetve amit annak tekintenek, lényegében három csoportba sorolhatók. Ezeket a művelői egyenrangúként kezelik, így a szokatlan vagy nehezen értelmezhető hozzávalókat is valós anyagként „adják hozzá” a tinktúrákhoz.
Az első csoport a valós hatással rendelkező anyagok. Ezek ténylegesen kifejtenek hatást az emberi szervezetre, mi több, kis potenciájú oldatok esetén valós fiziológiai hatásuk is lehet. Rendszerint amikor a homeopátia hatásossága szóba kerül, ezeket szokták felhozni érvként mellette. Azonban a homeopátia alapelvei szerint a kis potenciájú készítmények gyógyító ereje is kicsi, ami teljességgel ellentmond minden fizikai és kémiai tapasztalatnak, megfontolásnak.
Valós hatású anyagok a sisakvirág, az árnika, a nadragulya vagy az orvosi székfű. Ide tartoznak egyes szervetlen vegyületek is, például a salétromsav vagy a nitroglicerin. Utóbbiak alkalmazása azonban nem a fiziológiai hatásukon alapul, inkább az ipari felhasználásuk során megismert viselkedésük alapján nekik tulajdonított hatásokon.
A kis hígítású szereknek, mivel van bennük hatóanyag, van tényleges, mérhető hatásuk. Ennek megfelelően a használatuk veszélyekkel is járhat, ugyanis a nem kívánt irányú hatás egészségügyi kárt is okozhat.
A második csoportba a hatástalan valós anyagok tartoznak. Ezek tényleges anyagok, amik tetszőleges mértékben higíthatók, azonban a nekik tulajdonított hatás nem bizonyított. Ide tartozik az Oscillococcinum, amit kacsa májából „állítanak elő”, és a vizsgálatok szerint nincs semmilyen érdemi hatása. Szintén ebbe a csoportba tartozik az asztma, fulladás, narkolepszia és inszomnia ellen ajánlott berlini fal tinktúra.
A harmadik csoportba a teljesen irreális alapanyagok tartoznak, amik tényszerűen nem is tekinthetők anyagnak. Ilyen a baleseti traumák, csont- és idegkárosodások esetén ajánlott Szaturnusz fénye. Hasonlóan irreális anyagok az alkoholon átvezetett lézer, illetve az energiatakarékos lámpa fénye. Mindegyik esetben valamilyen fényforrás fényét koncentrálják a hordozónak használt tejcukorra.
A kritikusok egy része ezeket a homeopátia ellen hozza fel érvként, mivel a homeopátiás készítmények listájában az előző csoportokba tartozó anyagokkal együtt, egységesen szerepelnek.

## Kapcsolódó gyógymódok
A homeopátiát sokszor nem önmagában, hanem más alternatív terápiás módszerekkel kombinálva alkalmazzák, például:
- Antropozófus orvoslás
- Bach-virágterápia
- Az elektrohomeopátiát vagy matteizmust Cesare Mattei fejlesztette ki a 19. század elején. Állítása szerint a homeopátia és a korai elektromos kezelések kombinálásával csodálatos eredményeket ért el, többek között a rák gyógyítása terén.[40] A siker hírére a módszer nagy érdeklődést váltott ki, és közel száz tudományos publikációban elemezték.[41]
- Az izopátiát Hahnemann tanai nyomán Johann Joseph Wilhelm Lux alakította ki az 1830-as években. Lux fő újítása az volt, hogy a betegségek okozóit vagy melléktermékeit használta gyógyszernek (például a gyulladásokból származó gennyet).[42][43] Ezt a gyakorlatot számos homeopata átvette, így sok mai, homeopátiás szernek nevezett termék voltaképpen izopátiás szer.[44]
- Schüssler-sók(wd)

## Viták, ellentétes nézetek a homeopátiáról
- Hahnemann tanainak terjedése az orvostársadalmon belül már saját korában nagy vitát váltott ki. A politikai hatalom első reakciójaként 1819-ben, császári rendelettel a Habsburg Birodalom egész területén betiltották a homeopátia alkalmazását. Ennek ellenére éppen az arisztokrácia körében vált először népszerűvé az új gyógymód. Magyarország legbefolyásosabb főurai alkalmaztak homeopata orvosokat, például a Batthyány, Brunszvik, Esterházy, Festetics, Károlyi, Széchenyi, Viczay, Wesselényi és Zichy család tagjai. Talán ez is szerepet játszott abban, hogy a hatóságok nem tartatták be szigorúan a tiltó törvényt, nem kobozták el a homeopátiás patikákat, így a homeopatáknak lehetőségük nyílt bizonyítani módszerük hatásosságát. 1837-ben helytartótanácsi rendelettel visszavonták a tizennyolc évvel korábbi tiltást és engedélyezték a homeopátia alkalmazását. Ezzel elhárult az akadály a hivatalos érdekérvényesítés útjából. A homeopata orvosok társadalmi státusza megszilárdult (Kóczián–Kölnei: Homeopátia Magyarországon 1820–2000. Bp., Noran, 2003).
- Bakody József (1791–1845) élete nagy részét Győrben töltötte, itt érte el legnagyobb orvosi sikereit az 1831–32-es kolerajárvány betegeinek gyógyításával. Önmagát kétszer gyógyította ki homeopátiás módszerrel a kolerából. Nem csupán Hahnemann útmutatásait követte, hanem a betegeket egyéniségükre szabott szerekkel is kezelte. Gyógyeredményeit folyóiratban publikálta, majd amikor a szakma képviselői kétségbe vonták igazságát, adatait hitelesíttette. Ebből született „Rechtfertigung des Dr Josef von Bakody zu Raab” c. munkája, amely Lipcsében jelent meg, 1832-ben. Továbbra is hamisítással vádolták, sőt emiatt börtönbe is került, de meggyógyított páciensei tanúvallomásai nyomán kimondták a vádak alaptalanságát. A polgárok körében hihetetlenül nagy népszerűségnek örvendett, és homeopata kollégái külföldről-belföldről egyaránt hozzá fordultak tanácsért. 1836-ban Pestre költözött, ami hozzájárult a homeopátiás szerveződések megindulásához, de 1845-ben váratlanul meghalt egy – az eredeti töménységű anyaggal végzett – kinin-ópium kísérlet következtében (Kóczián–Kölnei: idézett mű).
- Az 1920-as–1930-as évek fordulóján fellángoltak a viták a homeopátia körül. (Ld. például Csia Sándornak, a Magyar Államvasutak igazgatósági főorvosának Schimert Gusztávot pártoló cikkét az Országos Orvos-Szövetség 1929. 9. számában. Ezzel szemben Korányi Sándor professzor például következetesen elutasította a homeopátiát. Ld. Orvosi Hetilap.1930. 17. sz.)
Schimert könyve, az „Allopathia- Homöopathia. Homöotherapia a modern tudományos kutatás megvilágításában” kétszer jelent meg a Novák Kiadónál Budapesten, egyszer évszám nélkül, majd 1930-as évszámmal. Schimertnek ezzel a művével az volt a célja, hogy bizonyítsa a homeopátia létjogosultságát a modern, tudományos megalapozottságú orvoslásban. Ő maga soha nem utasította el szélsőségesen az allopátia alkalmazását. Allopátiás szereket is használt, például tbc-s betegeinél, ha úgy látta, hogy jó hatást fejtenek ki. Mindenképpen fontosnak találta azonban, hogy az orvos józanul mérlegelje a beteg hosszú távú érdekeit. „Ismételten ki kellett emelni, hogy az allopathikus szerek tudománytalan, sématikus, kritika nélküli kizsákmányolása és a velük való visszaélés – hiszen a lázellenes, fájdalomcsillapító, altató és hashajtó szerek oly könnyen hozzáférhetők – mind a nép egészségét, mind az orvos méltóságát és felelősségét veszélyezteti.” (i. m. 18. o.)
Schimertnek jellemző címmel jelent meg egy cikke 1934 márciusában a Magyar Orvos c. lapban: „A homeopathia védelmében”. Ebben újra részletesen, átláthatóan összefoglalja a gyógymód alapelveit, tudományos megalapozottságát, gyakorlati eredményeit és lehetőségeit. Az 1930-as évek első felében, a Tolnai Kiadónál évszám nélkül megjelent Orvos a családban (I–V. köt., szerk. Kovács György) c. kiadvány mint lehetséges alternatív gyógymódról emlékezik meg a homeopátiáról: „Manapság már igazán alig lehet mondani, hogy a természetes gyógymód és a hivatalos orvostudomány tanai között olyan ellentét áll fenn, mint régebben. /…/ A homöopathiával (hasonszenvi gyógymóddal) szemben fennálló ellenállás is valószínűleg lassankint el fog enyészni. Ezért szükségesnek látszik, hogy ennek a gyógykezelésnek alapvető vonásairól is röviden beszámoljunk.” (i. m. II. köt. Bevezetés. 8–9. o.)
- „A 20. sz. beköszöntére világossá vált a gyógyszerészek előtt, hogy H. doktor elveivel betegségeket gyógyítani nem lehet; amikor a betegek mégis gyorsabban gyógyultak, mint a hivatalos régi iskolák módszerei esetében, az annak tudható be, hogy a homeopaták nem alkalmaztak durva gyógyszeres és nagy sebeket ejtő beavatkozásokat, példátlan mértékben odafigyeltek a betegek étrendjére, valamint a kevéssé kutatott placebohatás sem elhanyagolható az ilyen kezelések során.”[45]
- „Pedig a homeopátiával – köztudott – nem mintha betegségeket lehetne gyógyítani, de azáltal, hogy az akkor dívott heroikus gyógykezelés (hashajtás, hánytatás, köpölyözés, érvágás) alól a beteg elvonatott, s azok az önkéntes gyógyulást nem zavarták.” (Pataki Jenő: Az erdélyi orvoslás kultúrtörténetéből. Sajtó alá rend.: Gazda István. Piliscsaba – Bp., 2004. Magyar Tudománytörténeti Intézet – SOMKL. 329 o.)
- A legnagyobb érdeme Hahnemann kutatásainak, hogy megismertette az orvostudományt a betegségek gyógyszerek által nem módosított – természetes – lefolyásával, a szuggeszció szerepével és bevezette a betegek humánusabb módon való kezelését. Azonban veszélyeket is hozott: a könyveik egyszerűnek állítják be a gyógyítás mibenlétét és laikusok meg kuruzslók kezébe olyan információkat adtak, amelyekkel önmagukat és másokat próbáltak kezelni, így gyakran megesett, hogy korai szakaszban még gyógyítható betegségekbe tömegesen haltak bele, mert nem fordultak időben orvoshoz. Valamint bizalmatlanná tették a tömegeket az orvosokkal (Škoda, Oppoltzer) szemben és a valóban ható gyógyszerek iránt.
- A „hasonló hasonlót gyógyít” gondolata a hagyományos orvoslás alapgondolatával ellentétes, hiszen az esetek többségében a tünetekkel ellentétes hatású gyógyszereket alkalmazzák (például hasmenésre szorulást okozó gyógyszert alkalmaznak és nem a bélmozgást elősegítőket). Ezt az elvet nevezik allopátiának. A homeopátia tudományosan nem hasonló a vakcinációhoz és az immunizációhoz sem. A gyógyszertan szerint általában a magasabb koncentráció ér el nagyobb hatásfokot, míg a homeopátiában használatos extrém hígítások azt jelentik, hogy 12c-től az alapanyagnak egyetlen molekulája sincs már a készítményben, amit maguk a homeopaták is elismernek. Ezt az elvet azonban a homeopaták maguk sem alkalmazzák következetesen: így például nem figyelmeztetik betegeiket a gyógyszer kihagyásából fakadó veszélyekre. Ha viszont a kisebb hatóanyag-tartalom tényleg nagyobb hatást váltana ki, akkor a gyógyszeradag elfelejtése akár halálos mértékű túladagolást is kiválthatna.[11]
- 1949. május 23-án hangzott el a hévízi orvoshéten Simonovits István előadása Idealista elméletek a biológiában és orvostudományban címmel (megjelent: Népegészségügy. 1949, 30, 14–15, 591–603. o.). Simonovits a Népjóléti Minisztérium (később Egészségügyi Minisztérium) Egészségügyi Főcsoportjának helyettes vezetője, az orvosszakszervezet titkára volt, maga is orvos. Egyike azoknak, akik az egészségügyben elvégezték a szocialista átalakításokat. 1954-től 1957-ig miniszterhelyettes, majd 1957-től 1963-ig a miniszter első helyettese volt. 1949-es előadásának alaptétele a következő: „Az ország gazdasági és politikai átalakulása megadta a lehetőségét annak, hogy egészségügyünk területén is hozzákezdjünk a kapitalista mult maradványainak felszámolásához…” (i. m. 591. o.), majd a végkövetkeztetése: „A kérdés, amiről itt szó van: ’idealizmus vagy materializmus’, tudomány vagy áltudomány, haladás vagy reakció.” (i. m. 592. o.). Simonovits István fenti érvelésének értelmében elítélendő idealista tanoknak tekinti többek között a neodarwinizmust, az átöröklés tanát, a higiénizmust, a psychoszomatikát, a mentalhigiéné és az intuíció elméletét, valamint természetesen a homeopátiát is.
Simonovits hévízi előadásában kiemelte, hogy Korányi Sándor professzor már 1936-ban elítélte a homeopátiát, mint – véleménye szerint – a fasiszta ideológia által támogatott gyógymódot (i. m. 601. o.). Korányinak a homeopátiához való viszonyát egy másik oldaláról világítja meg az, hogy – Schimert felesége, Antal Margit visszaemlékezései szerint – Korányi és Schimert között komoly személyes összeütközések voltak. Korányi tisztában volt a homeopátia eredményeivel, de az alapelveket nem akarta elfogadni. Szerette volna Schimertet rávenni arra, hogy a „homeopátia”-megnevezés használata nélkül oktasson, felhasználva a homeopátia szerkincsét és eredményeit, de ő erre nem volt hajlandó. (Kóczián–Kölnei: idézett mű)
- Az Exeteri Egyetem Komplementer Medicina tanszékén Edzard Ernst professzor vezetésével sok tudományos vizsgálatot folytattak a homeopátia eredményeit tekintve. A placebohatás figyelembevétele mellett azt állapították meg, hogy nincs elég bizonyíték arra, hogy a homeopátia klinikailag hatékony lenne.
- Egyes orvosok számára különösen nyugtalanító, például az, amit dr. Andrew Lockie A Family Guide to Homeopathy című könyvében tanácsol. Szerinte olyan életet veszélyeztető állapotok esetén, mint amilyen a méhen kívüli terhesség vagy a mélyvénás trombózis, 2 illetve 12 órás homeopátiás kezelés után forduljanak csak konzervatív kezeléshez a betegek.[46]
- A keresztény vallás képviselőinek egy csoportjától (elsősorban a katolikus karizmatikus megújulás mozgalmához tartozó egyes papok és értelmiségiek részéről) több, a homeopátiát (és más alternatív gyógyító módszereket) kritizáló írás látott napvilágot. Szerintük e gyógymódok alkalmazói és elfogadói ördögi befolyásnak engednek, amikor elfogadják a kétes hatásosságú, tudományosan még megmagyarázhatatlan gyógyítási lehetőségeket. (Ld. pl. Dabóczi Kálmán: „Hihetünk-e a dinamizált életerőben?”, valamint Gál Péter és Kovács Gábor írásai) A kereszténység – homeopátia-vitát több cikksorozat is összefoglalta (pl. Paulik András: Mágia-e a homeopátia? II. rész – érvek és ellenérvek a www.gondola.hu-n, valamint az Igen c. katolikus folyóirat cikksorozata a 2004-es évfolyamban).
- A homeopátiás gyakorlatban sok esetben nonszensz „hatóanyagok” fordulnak elő. Ilyen például a berlini fal egy darabja,[47] amit többek között egyszerre ajánlanak narkolepszia és álmatlanság ellen. Munkahelyi ártalmakra pedig van „esettanulmány”[48] a Szaturnusz fényének alkalmazásáról. Sok esetben ezek hivatkozási alapot, érvet jelentenek a homeopátia ellen, megkérdőjelezve annak komolyságát.
- A homeopátia alkalmazói sosem állították, hogy a homeopátiás hatásmechanizmus során molekuláris szinten történne az ún. „homeopátiás hatás” zöme ill. lényege. A kontrollcsoportos vizsgálatról azt állítják, hogy az nem alkalmas a homeopátia megítélésére, mivel szerintük ők sokkal több tünetet vesznek figyelembe (és nemcsak tünetet, hanem egyéb jellemzőket, állapotokat, jellegzetességeket is), mint a hivatalos orvoslás, és emiatt szinte lehetetlen megfelelő kontrollcsoportot összeállítani. Az is tény ugyanakkor, hogy a homeopátia alkalmazói még eddig sosem mutattak be semmilyen tudományosan elfogadható bizonyítékot a kontrollcsoportos randomizált kettős vakpróba helyett. Tehát a homeopátia hatékonysága tudományosan nem igazolt, nagy, randomizált tanulmányok alapján legjobb esetben is csak placebohatással bír.[49][50][51] Azonban időről időre megjelennek olyan közlemények, amelyek homeopatikus hígítású ágensek kimutatható biológiai, biokémiai hatásáról mint érdekes jelenségről számolnak be.[52][53][54][55] Ezen publikációk azonban egytől egyig rendelkeznek valamilyen metodikai-tudománytechnikai hibával; a leggyakoribb, hogy hiányzik a megfelelő kontrollcsoport, vagy túl kevés alanyon végzik el a kísérleteket.
- A homeopátia kritikusai kiemelik, hogy kevés színvonalas tanulmány van, amely a gyógymód hatásosságát alátámasztaná, következtetéseik nem határozottak, és a megismételhetőségük – ami ma a tudományos megalapozottság egyik kulcstényezője – a legjobb esetben is problematikus.[56] A hatásosságot alátámasztó, meggyőző tudományos bizonyítékok hiánya[57] és az aktív hatóanyag nélküli szerek használata miatt a homeopátiát áltudománynak,[58] kuruzslásnak[59][60][61] vagy – egy 1998-as áttekintő cikk szavaival – „legjobb esetben placeboterápiának, legrosszabb esetben sarlatánságnak” tartják.[62]
- Függetlenül a homeopatikus szerek hatásosságától, a betegek a placeboeffektus révén valóban tapasztalhatják a közérzetük javulását. Így enyhülhetnek olyan tünetek, amelyeket pszichikusan vagy viselkedés útján a beteg egyén befolyásolni képes, úgymint krónikus fájdalom, kimerültség, szorongás vagy depresszió.[63] A konvencionális szerek tesztelésére és forgalomba hozatalára vonatkozó jogszabályok számos országban nem terjednek ki a homeopatikus szerekre.[64] A homeopátiát évente legalább egyszer igénybevevők száma 2 százalék (Egyesült Királyság és Egyesült Államok)[65][66] és 15 százalék (India, ahol a tradicionális medicina részét képezi)[67] között változik. Az Egyesült Királyságban a National Health Service (a helyi közegészségügyi szolgálat) öt homeopatikus kórházat üzemeltet,[68] és az angliai háziorvosok 5,9–7,5%-a, a skóciai háziorvosoknak pedig legalább 12%-a rendelt homeopátiás szert az 1990-es években.[69] Másfelől az angliai háziorvosok által felírt homeopatikus készítmények száma 2005 és 2007 között 40%-kal esett vissza, és mindössze 0,006%-át teszi ki a teljes gyógyszerrendelésnek.[70] 2005-ben világszerte mintegy 100 000 orvos alkalmazta a homeopátiát, így ez az egyik legnépszerűbb és legszélesebb körben alkalmazott kiegészítő gyógymód.[71]
- Az ausztráliai National Health and Medical Research Center 1800 homeopátiával kapcsolatos kutatást vett metaanalízis alá, ezekből mindössze 225 ütötte meg a tudományosság ma elvárt minimális szintjét. A vizsgálatok alapján azt a következtetést vonták le, hogy a homeopatikus szereknek semmilyen egészségi hatásuk nincsen a minden esetben létező, ezért a nullapontnak tekinthető placebohatáson kívül, így gyógyszerként való alkalmazásuk nem felel meg az orvoslással szemben támasztott alapvető elvárásoknak sem.[72]